# Basquetebol do Ślask Wrocław
A equipe de basquetebol do Wrocławski Klub Sportowy Śląsk Wrocław Spółka Akcyjna é a secção profissional que representa o clube polonês sediado na cidade de Breslávia, Baixa Silésia, Polônia que atualmente disputa a PLK. Foi fundado em 1947 e manda seus jogos na Hala Orbita que possui capacidade de 3.000 espectadores.

## Temporada por Temporada
| Temporada | Competição Doméstica | Competição Doméstica | Competição Doméstica | Competição Doméstica | Competição Doméstica | Competição Doméstica | Copas na Polônia  | Copas na Polônia | Competições Europeias | Competições Europeias |
| Temporada | Nível                | Liga                 | Pos.                 | TR                   | PL.                  | Pós Temporada        | Copa              | Supercopa        | Liga                  | Resultado             |
| --------- | -------------------- | -------------------- | -------------------- | -------------------- | -------------------- | -------------------- | ----------------- | ---------------- | --------------------- | --------------------- |
| 2016-17   | 3                    | II Liga              | 1º                   | 22-2                 | 8-4                  | PromovidoFinalista   |                   |                  |                       |                       |
| 2017-18   | 2                    | I Liga               | 9                    | 15-17                |                      |                      |                   |                  |                       |                       |
| 2018-19   | 2                    | I Liga               | 1                    | 23-7                 | 6-6                  | PromovidoFinalista   |                   |                  |                       |                       |
| 2019-20   | 1                    | PLK                  | 7                    | 11-11                |                      |                      |                   |                  |                       |                       |
| 2020-21   | 1                    | PLK                  | 4                    | 20-10                | 3-1                  | Terceiro colocado    | Quartas de finais |                  |                       |                       |
| 2021-22   | 1                    | PLK                  | 5                    | 19-11                | 10-5                 | Campeão              | Semifinais        |                  | 2 EuroCopa            | OF                    |
| 2022-23   | 1                    | PLK                  | 1                    | 22-8                 | 8-6                  | Finalista            | Quartas de finais | Finalista        | 2 EuroCopa            | TR                    |
| 2023-24   | 1                    | PLK                  | 6                    | 17-13                | 4-5                  | Semifinalista        | -                 |                  | 2 EuroCopa            | TR                    |
| 2024-25   | 1                    | PLK                  | 8º                   | 15-15                | 0-1                  | Play-ins             | Oitavas de finais | Campeão          | 3 Liga dos Campeões   |                       |
| 2025-26   | 1                    | PLK                  |                      |                      |                      |                      |                   |                  | 2 EuroCopa            |                       |

fonte:eurobasket.com

## Títulos
Liga Polonesa
- Campeão (18):1965, 1970, 1977, 1979, 1980, 1981, 1987, 1991, 1992, 1993, 1994, 1996, 1998, 1999, 2000, 2001, 2002, 2022
- Finalista(7): 1963, 1964, 1972, 1978, 1989, 2004, 2023
- Terceiro colocado (16): 1960, 1966, 1967, 1969, 1971, 1973, 1974, 1982, 1985, 1986, 1990, 2003, 2007, 2008, 2021, 2024

Copa da Polônia
- Campeão (14): 1957, 1959, 1972, 1973, 1977, 1980, 1989, 1990, 1992, 1997, 2004, 2005, 2014

Supercopa da Polônia
- Campeão (3): 1999, 2000, 2024